# José Damián González
José Damián González (Jaén, 15 de mayo de 1956) es un periodista español, tertuliano del programa Chiringuito de Jugones.

## Biografía
En 1976, con tan sólo 20 años, ficha por el diario El País, donde obtendrá gran éxito con sus crónicas de fútbol durante más de 13 años.
En 1989 ficha por el nuevo Diario 16 del Grupo Voz, sin embargo, la suspensión de pagos del mismo en 1996, hará que Damián González vuelva a fichar por el Grupo Prisa.
En radio, a principios de los años 1990 formó parte del equipo del programa Goles, presentado por Pedro Pablo Parrado en Radio España-Cadena Ibérica y luego pasó a las tertulias de El larguero, programa deportivo de la Cadena SER, del Grupo Prisa.
En 1996 fichará por el Diario As dónde se mantendrá como redactor jefe de Fútbol hasta 2009, cuando cambie de aires, dado su desgaste en el periódico por otras figuras como Tomás Guasch, Alfredo Relaño, Pedro Pablo San Martín o Tomás Roncero.
Así en 2009, fichará por el Grupo Intereconomía, gracias a su amistad con Josep Pedrerol, jefe de Deportes del grupo y conductor del programa nocturno Punto Pelota donde colabora. Fue despedido junto a todos los colaboradores del programa en Intereconomía. En enero de 2014 ficha por Nitro (Atresmedia) para realizar el mismo programa llamado El Chiringuito de Jugones junto a otros colaboradores que estaban también en Interconomía.
Articulista en Don Balón y colaborador de la revista japonesa World Soccer Magazine, ahora también es el redactor jefe de deportes de La Gaceta, el nuevo diario que el grupo intereconomia ha lanzado recientemente.

## Trayectoria
- 1976—1989: El País.
- 1989—1996: Diario 16.
- 1996—2009: Diario As.
- 2009—2014: Punto Pelota.
- 2014—presente: Chiringuito de Jugones.